# Ауер Леопольд Семенович
Леопо́льд Семенович А́уер (нім. Leopold Auer, угор. Auer Lipót; 7 червня 1845, Веспрем, Угорщина — 15 липня 1930, Лошвіц, поблизу Дрездена) — угорський і російський скрипаль, педагог, диригент та композитор, засновник російської скрипкової школи.

## Біографія
Народився 8 червня 1845 року в Австро-Угорщині в єврейській сім'ї (згодом прийняв християнство) . Музичну освіту здобув в Пештській консерваторії, де він навчався грі на скрипці у Давида Рідлі-Коне, потім у Віденській консерваторії у професора Я. Донта і вдосконалювався у Йозефа Йоахіма, який жив у Ганновері.
Служив концертмейстером у Дюссельдорфі, потім у Гамбурзі. В 1868 році став першим скрипалем в квартеті братів Мюллер, але незабаром залишив його, отримавши запрошення в Санкт-Петербурзьку консерваторію стати професором по класу скрипки, на місце Генрика Венявського.
У 1873 році Ауер став солістом-скрипалем при Імператорських театрах, а в 1874 році отримав звання соліста Його Величності. В 1880 році зайняв пост диригента симфонічних концертів придворної співочої капели. В 1881 році Ауер провів успішне турне по Росії та Західної Європі. З 1888 року по 1892 рік Ауер диригував симфонічними концертами Імператорського Російського музичного товариства. Очолював квартет Імператорського Російського Музичного Товариства, що користується великою популярністю як в Росії, так і за кордоном.
Викладав у Санкт-Петербурзькій консерваторії з 1868 по 1918 рік. В 1918 році емігрував у США. Професор Інституту музичного мистецтва в Нью-Йорку і Кертісовського інституту в Філадельфії.
Ауер виховав понад 300 учнів, серед яких Костянтин Горський, Мирон Полякін, Яша Хейфец, Є. Цимбаліст, М. Ельман, Б. Сібор, які прославили «російську скрипкову школу»[джерело?].
Помер 17 липня 1930 року в місті Лошвіц, поблизу Дрездена, від запалення легенів. Похований в США в м. Хартсдейл, Нью-Йорк, на кладовищі Фернкліфф.
У сім'ї Леопольда Ауера після смерті його дочки виховувався онук, згодом відомий актор Міша Ауер. Внучатим племінником Леопольда Ауера був відомий композитор Дьордь Лігеті.

## Творчість
Ауер є автором таких видатних творів:
- «Угорська рапсодія» (фр. Rapsodie hongroise),
- «Концертна тарантела» (фр. Tarantelle de concert),
- «Романс» (фр. Romance),
- 2 «Мрії» (фр. Reveries),
- Дві каденції до скрипковий концерту Л. Бетховена
- Каденція до концерту Й. Брамса.

Також Ауер написав дві книжки методологічного й автобіографічного характеру (обидві – англійською мовою): «Як навчаю гри на скрипці» (1921) та «Моє довге життя в музиці» (1923).